# الحمامات الرومانية (فريانة)
الحمامات الرومانية (فريانة)  هو معلم أثري تونسي مصنف من قبل المعهد الوطني للتراث يقع في ولاية القصرين في الوسط الغربي التونسي، تحديدا في مدينة فريانة تم تصنيف المعلم في يوم 26 جانفي 1893.